# الحق في الوصول إلى الإنترنت

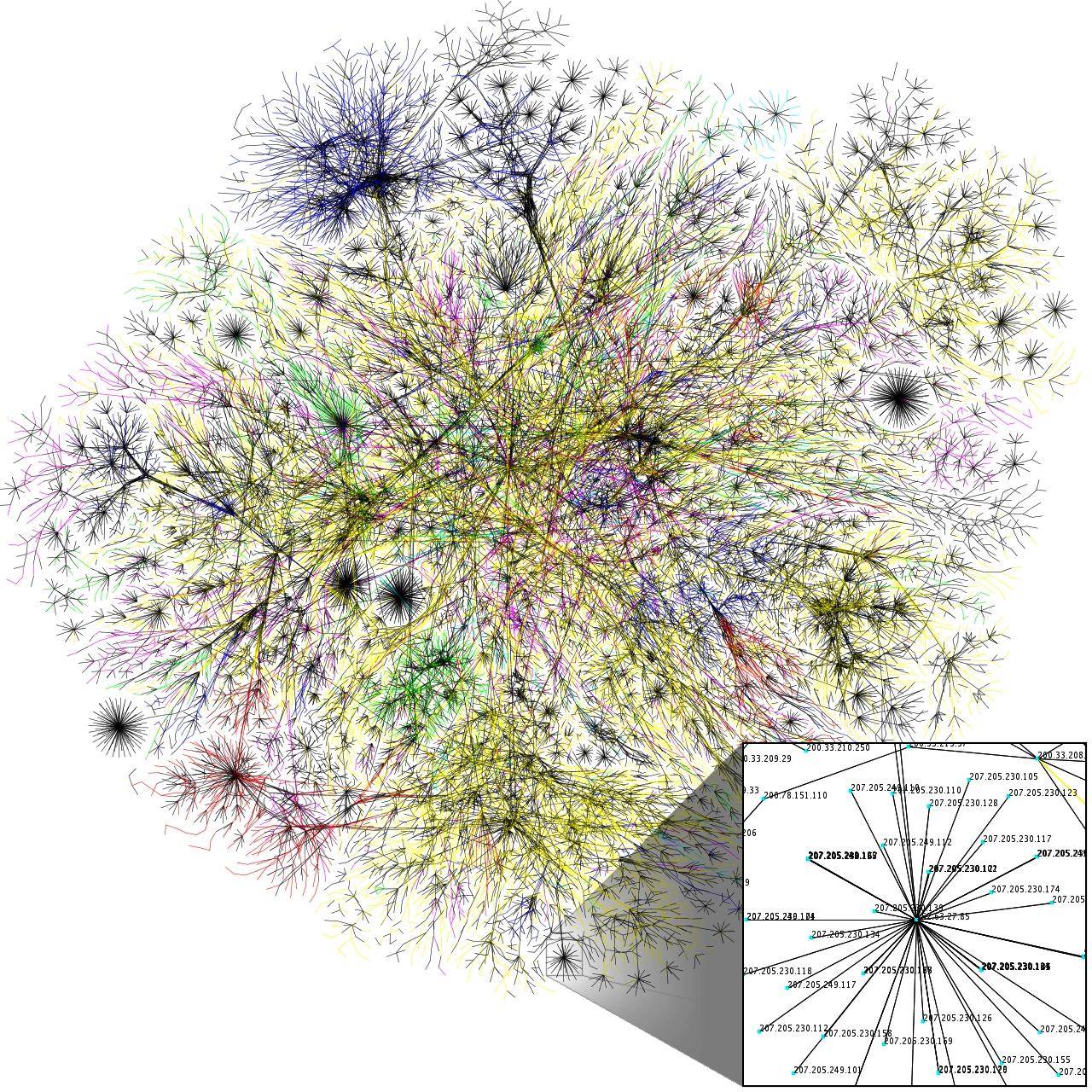
خريطة الإنترنت

الحق في الوصول إلى الإنترنت، المعروف أيضًا باسم «الحق في النطاق العريض» أو «حرية الاتصال»، هو وجهة نظر تؤكد على أن جميع الناس يجب أن يتمكنوا من الوصول إلى الإنترنت لممارسة حقوقهم في حرية التعبير والرأي والاستفادة من حقوقهم الإنسانية الأساسية الأخرى. كما تشير هذه الرؤية إلى أن الدول تتحمل مسؤولية ضمان إتاحة الوصول إلى الإنترنت على نطاق واسع، وأنه لا يجوز لهذه الدول فرض قيود غير معقولة على حق الأفراد في الوصول إلى الإنترنت.

## الروابط بين الحق في الإنترنت وحقوق أخرى

### الحق في حرية التعبير
يرتبط الحق في الوصول إلى الإنترنت ارتباطًا وثيقًا بالحق في حرية التعبير، الذي يتضمن أيضًا حرية إبداء الرأي. تشير ستيفاني بورغ بساليا (Stephanie Borg Psaila) إلى جانبين رئيسيين للإنترنت: المحتوى الذي يُحمل على الإنترنت، والبنية التحتية التي تُمَكِن من تقديم الخدمة للجمهور. البنية التحتية ضرورية لإتاحة الإنترنت على نطاق واسع، وتتطلب جهودًا إيجابية واسعة. أما المحتوى، فيُفترض أن يكون متاحًا للجميع مع وجود قيود قليلة أو معدومة. ويُنظر إلى القيود المفروضة على المحتوى على أنها انتهاك أساسي لحقوق الإنسان، وخاصة الحق في حرية التعبير.
تتمثل قوة الإنترنت في كونه يحد من سيطرة الحكومات على المعلومات. إذ يُمكن أي فرد عبر الإنترنت نشر أي شيء، مما يمنح المواطنين وسيلة لتجاوز مصادر المعلومات الرسمية للحكومة. وقد هدد هذا الأنظمة الحاكمة، ما أدى إلى فرض الرقابة أو قطع خدمات الإنترنت في أوقات الأزمات.
تعتبر الصين وإيران أكبر الدول في العالم التي تستخدم أنظمة رقابة شاملة. حيث تستخدم الدولتان أنظمة جدران نارية واسعة النطاق لحجب أي محتوى على الإنترنت تُعتبره مسيئًا أو مهددًا لأنظمتهما. وإذا ضُبِط أي مواطن من هذه الدول يعارض النظام عبر الإنترنت، فقد يواجه عقوبات قاسية تصل إلى فقدان حقوقه المدنية.
على النقيض من ذلك، تركز الرقابة التي تبادر بها الولايات المتحدة على حماية الملكية الفكرية. وبالرغم من الاعتراف بحق الأفراد في حماية أفكارهم، إلا أن هناك مخاوف واسعة النطاق من أن السلطات الواسعة الممنوحة بموجب قوانين مكافحة القرصنة قد تؤدي إلى إساءة استخدام حرية التعبير وفرض الرقابة.
يمكن اعتبار إزالة الإنترنت أو فرض الرقابة عليه انتهاكًا لحق الإنسان في حرية التعبير.
إحدى الحوادث البارزة كانت في مصر، حيث قامت حكومة حسني مبارك بقطع خدمات الإنترنت عدة مرات أثناء انتفاضة عام 2011 في محاولة لقمع الاحتجاجات خلال أحداث الربيع العربي. بالرغم من أن الخدمات قُطعت لبضعة أيام فقط، إلا أن ذلك أعاق قدرة المصريين على الوصول إلى الخدمات الأساسية مثل سيارات الإسعاف، وهو ما يُعتقد أنه ساهم في ارتفاع عدد القتلى بين المتظاهرين. وردًا على ذلك، طورت شركتا جوجل وتويتر خدمة بريد صوتي تتيح للمصريين ترك رسائل تُنشر لاحقًا على تويتر.
في تقرير مقدم إلى منظمة الأمن والتعاون في أوروبا (OSCE) حول الإنترنت كونه حق أساسي من حقوق الإنسان، أكد البروفيسور يامان أكدنيان (Yaman Akdenian) أن الحق في حرية التعبير يجب أن يكون عالميًا، بما في ذلك التكنولوجيا التي تمكّن هذا الحق. وينبغي أن تكون القيود المفروضة على هذا الحق أو الوسائل اللازمة لتحقيقه متوافقة مع المعايير الدولية ومتوازنة مع المصلحة العامة.
كما أشار التقرير إلى أن ظهور تقنيات جديدة تعزز حرية التعبير يتطلب اتباع نهج جديد. فلا يمكن افتراض أن القواعد التي تحكم وسائل الإعلام غير الرقمية تنطبق بالضرورة على الوسائط الرقمية. وأكد التقرير أيضًا على أهمية اتخاذ تدابير إضافية لضمان حصول الفئات الضعيفة، مثل الأطفال، على الإنترنت مع برامج تعليمية لتعزيز الوعي الرقمي.

## التداعيات والتعقيدات

### الانتقادات الموجهة لاعتبار الوصول إلى الإنترنت حقًا من حقوق الإنسان
تأتي أبرز الانتقادات لفكرة أن الوصول إلى الإنترنت يجب أن يُعتبر حقًا من حقوق الإنسان من فينت سيرف (Vint Cerf)، الذي يُلقب غالبًا بـ«أب الإنترنت». يرى سيرف أن الوصول إلى الإنترنت لا يمكن أن يُعتبر حقًا في حد ذاته. ويختصر حجته بقوله: «التكنولوجيا تُمكن الحقوق، لكنها ليست حقًا في ذاتها.» وقد اعتبر بعض المعلقين على حقوق الإنسان، بما في ذلك منظمة العفو الدولية، هذا التفسير ضيقًا.
يعترف سيرف بأن الإنترنت يلعب دورًا مهمًا في المشاركة المدنية، مما دفعه إلى الاستنتاج بأن الوصول إلى الإنترنت يجب أن يُعتبر حقًا مدنيًا، ولكنه يرفض منحه الوضع الأعلى لأن يكون حق من حقوق الإنسان.
أثار هذا الرأي جدلًا كبيرًا عبر الإنترنت حول نطاق حقوق الإنسان، وما إذا كان يجب منح الوصول إلى الإنترنت هذا الوضع.
يشير سيرف أيضًا إلى أن الإجراء الإيجابي المتمثل في توفير الوصول إلى الإنترنت سيكون عبئًا كبيرًا على الحكومات، وبأي حال، فإن الحكومات لا تتحمل مسؤولية توفير أشكال أخرى من وسائل الاتصال مثل الهواتف لجميع المواطنين. ومن جهته، يرى الناشط المصري في حقوق الإنسان، شريف السيد علي، أن مفهوم الحقوق يمكن أن يتغير مع تغير السياقات الاجتماعية. ويؤكد أنه يجب النظر إلى الحق من زاوية أن حرمان سكان العالم بالكامل منه سيؤدي إلى تدهور نوعية الحياة. ويشير إلى أن عدم توفر الإنترنت سيُعتبر خطوة للوراء في تطورنا، حيث ستستغرق الأخبار والابتكارات في القطاعات الحيوية، مثل الصحة والتكنولوجيا، وقتًا أطول للوصول إلى العالم.
كما وُجِّهت انتقادات لوصف سيرف للإنترنت على أنه أقل أهمية من حقوق أخرى مثل «الحرية من التعذيب أو حرية الضمير»، حيث رأى البعض أن الإنترنت قد يكون أقرب في أهميته إلى الحقوق الأساسية الأخرى مثل تلك الواردة في المادة 25 من الإعلان العالمي لحقوق الإنسان، والتي تشمل «الحق في مستوى معيشي مناسب ... بما في ذلك الغذاء والملبس والمسكن والرعاية الطبية والخدمات الاجتماعية الضرورية».
منظمة غير ربحية تُدعى «حق انسان» (A Human Right) انتقدت أيضًا اعتقاد سيرف بأن إدراج التكنولوجيا ضمن قائمة حقوق الإنسان هو خطأ لأنه «سيجعلنا نُقيّم الأشياء الخاطئة». ورأت المنظمة أن «الخليط من البروتوكولات والأسلاك والبيانات الذي يُشكل الإنترنت لا يختلف عن المطرقة والمسامير المستخدمة في بناء المنازل، وتصنيف أي منهما بصفته حق إنساني سيكون خطًا كبيرًا. ولكن كما أن المنزل أكثر من مجرد مجموع أجزائه، كذلك الإنترنت.»
من جهته، يدافع براين شيبيس (Brian Schepis)، زميل سيرف في جوجل، عن استنتاج سيرف بأن المدافعين عن حق إنساني للإنترنت يُعَرّفون معايير حقوق الإنسان بشكل خاطئ. ويؤكد أن حقوق الإنسان يجب أن تحمي فقط ما هو ضروري للانتماء إلى مجتمع سياسي، وبالرغم من أن الإنترنت له قيمة في هذا السياق، فإنه لا ينبغي اعتباره حقًا إنسانيًا بحد ذاته لأنه ليس ضروريًا لهذا الانتماء. ويضيف أن المطالبة بحق إنساني للإنترنت تُقلل من فعالية حقوق الإنسان بصفتها أدوات للتبرير في الساحة السياسية العالمية من خلال عملية تُعرف بـ«تضخم حقوق الإنسان».
هناك من يجادل بأن اعتبار الوصول إلى الإنترنت حقًا من حقوق الإنسان أمر مثير للسخرية، إذ يعني ذلك أن جميع البشر قبل وحتى اختراع الإنترنت كانوا محرومين من حق إنساني أساسي، وهو ما يُعد مستحيلًا إذا كان هذا الحق الإنساني طبيعيًا وغير قابل للتصرف.
من ناحية أخرى، يُشير آخرون إلى أن المسألة ليست الإنترنت نفسه، بل الوصول إليه، الذي يجب أن يكون حقًا مصونًا. وقد صرحت نائبة رئيس المفوضية الأوروبية للاتحاد الأوربي، فيفيان ريدينغ (Viviane Reding)، بأن «القواعد تنص على أن أي إجراءات تُتخذ بشأن الوصول إلى الخدمات والتطبيقات أو استخدامها يجب أن تحترم الحقوق والحريات الأساسية للأشخاص الطبيعيين، بما في ذلك الحق في الخصوصية وحرية التعبير والوصول إلى المعلومات والتعليم، وكذلك الإجراءات القانونية الواجبة.»
وترى لجنة حقوق الإنسان أن حرمان الأفراد من هذا الحق من خلال الرقابة أو منع الخدمة يمكن أن يُعتبر انتهاكًا للعديد من حقوق الإنسان التي تتحقق من خلال المشاركة عبر الإنترنت.
ختامًا، يؤكد فرانك لا رو (La Rue): «يجب على كل دولة تطوير سياسة ملموسة وفعالة لجعل الإنترنت متاحًا، ويمكن الوصول إليه، وميسور التكلفة لجميع شرائح السكان.»